# Hans Keiter
Hans Keiter (22 de marzo de 1910-8 de septiembre de 2005) fue un jugador de balonmano alemán. Fue un componente de la Selección de balonmano de Alemania.
Con la selección ganó la medalla de oro en  los Juegos Olímpicos de Berlín 1936 y la medalla de oro en el Campeonato Mundial de Balonmano Masculino de 1938.